# Pakeezah
Pakeezah (Urdu: پاکیزہ‎, Hindi: पाक़ीज़ा; Pākīzah, significando "Pura") é um filme de Bollywood de 1972, escrito e dirigido por Kamal Amrohi, conhecido por seu perfeccionismo. A trilha sonora foi composta por Ghulam Mohammed e Naushad Ali.
O filme conta a história de uma cortesã (tawaif) do distrito de Lucknow, interpretada por Meena Kumari, que faleceu dias depois de completar as filmagens. É considerado uma obra-prima tanto do cinema indiano quanto de Kamal Amrohi, apesar dos "defeitos" que acabou tendo devido aos acontecimentos durante a longa filmagem, sendo que o filme quase nunca foi terminado.

## Enredo
O filme conta a história da cortesã (tawaif) Sahibjaan (Meena Kumari), filha da também cortesã Nargis (também interpretada por Meena Kumari). Após ter sido escorraçada pela família do amante Shahabuddin (Ashok Kumar), com quem fugiu e tentou se casar, numa tentativa de escapar da prostituição, Nargis passa a viver em um cemitério, onde definha até morrer, após dar à luz Sahibjaan. Sua irmã, Nawabjaan (Veena), recolhe a criança, e promete que ela jamais sairá do bordel a não ser casada, sem ter o mesmo fim da mãe. Incapaz de escapar do círculo vicioso, no qual uma criança nascida nesse meio infame jamais poderá escapar dele e entrar para a sociedade "respeitável", ela cresce e se torna uma famosa cantora/dançarina. Numa viagem de trem, a destino de seu novo lar, outro bordel em Delhi, o guarda florestal Salim Ahmed Khan (Raaj Kumar), o próprio sobrinho do pai de Sahibjaan, sem saber se tratar de uma cortesã, a admira enquanto está dormindo, em especial seus pés impecáveis, pedindo para que não os suje no chão, e deixa uma mensagem elogiando sua beleza e inocência. Convencida de que é realmente amada por alguém, Sahibjaan sonha em reencontrá-lo, escapar da prostituição e se casar com ele. Ela passa a fazer de tudo para tentar manter a 
virgindade, apesar de todos os tormentos e abusos de potenciais clientes, até que por fim, seguindo uma série de eventos improváveis, ela e Salim acabam se reencontrando. Sahibjaan então finge estar com amnésia, para não ter que contar a verdade a Salim, que a leva para a casa de sua família até que ela se recupere. A família, no entanto, teme ter a reputação manchada, já que não se sabe de quem se trata a hóspede, e a expulsa. Salim renuncia à própria família e 
a acompanha. Comovida pela atitude, ela conta a verdade a Salim, que, no entanto, não a rejeita, mas decide se casar com ela, e a rebatiza de "Pakeezah" (Pura), em consideração a tudo o que ela suportou para tentar escapar dessa vida.
Mas por onde ele a leva, todos reconhecem a famosa cortesã, e eles são perseguidos, abusados e chegam a ser agredidos fisicamente. Salim quer casar-se com ela mesmo assim, e a leva a uma cerimônia islâmica sem a presença de mais ninguém. Sahibjaan, no entanto, sabendo das consequências sociais que o casamento trará a Salim, tem um ataque de pânico e foge enlouquecidamente.
(A partir daqui é revelado o desfecho do filme)
Ela tenta se resignar com o fato de que seu destino é o bordel, e que jamais poderá escapar dessa vida.
Então, recebe a notícia do próprio Salim, que finalmente decide esquecê-la e se casar com a noiva escolhida por sua família. No entanto, pede para que Pakeezah se apresente dançando e cantando no casamento, como era de costume. Com o coração partido, Pakeezah comparece vestida de branco (representando sua pureza e inocência), e canta sobre sua vida e sua rejeição. Por fim, como vingança, quebra uma das luminárias, e dança freneticamente sobre os cacos, dilacerando seus pés (elogiados por Salim) e manchando-os não só com o pó do chão, mas com sangue. Quando cai desfalecida, Nawabjaan revela publicamente toda a história de como sua irmã morreu em circunstâncias lamentáveis devido à hipocrisia da família de Salim, e que eles teriam que consertar o que fizeram realizando o casamento de Salim e Sahibjaan. Forçados a aceitar o casamento para limpar a imagem da família, o filme termina com Sahibjaan sendo levada em casamento no [www.dicionarioinformal.com.br/palanquim/‎ palanquim], cerimônia clássica na Índia.

## Elenco
- Ashok Kumar - Shahabuddin
- Meena Kumari - Nargis / Sahibjaan
- Raaj Kumar - Salim Ahmed Khan
- Veena - Nawabjaan
- Nadira - Madame Gauhar Jaan
- D.K. Sapru - Hakim Saab

## Produção
Pakeezah levou quase 14 anos para chegar às telas. Começou a ser escrito e planejado em 1958, quando Kamal Amrohi e Meena Kumari eram casados. Ashok Kumar havia sido escalado para interpretar também Salim, mas devido aos anos terem se passado, foi substituído por Raaj Kumar, mais jovem. O compositor Ghulam Mohammed e o cinegrafista Josef Wirsching faleceram antes do filme ser completado. Mesmo assim, os maiores cinegrafistas da Índia se revezaram quando tinham tempo para completá-lo, e conseguiram um resultado uniforme.
O filme começou a ser filmado em preto-e-branco. Com a popularização e maior acessibilidade do filme a cores, Amrohi decidiu descartar o que já havia sido produzido e recomeçar as filmagens em cores. Mais tarde, conseguiu contratar os serviços da Eastmancolor, então considerado o melhor filme a cores existente, e recomeçou tudo de novo.
Quando as gravações já estavam pela metade, ele e Meena Kumari se divorciaram devido a desentendimentos do casal. Kumari jamais aceitou o divórcio, e se recusou a continuar as gravações até que Amrohi voltasse para ela, o que, no entanto, seria difícil, já que a lei islâmica determina que uma vez divorciada, uma mulher deve primeiro se casar com outro homem, consumar o casamento, e se divorciar novamente para poder voltar ao antigo marido. Kumari acabou se tornando alcoólatra, até que por fim foi diagnosticada com cirrose hepática, uma sentença de morte na época. O filme quase foi descartado, mas experts convenceram Amrohi de que o filme era uma obra-prima e não poderia ser descartado. Sabendo que tinha pouco tempo de vida, resolveu fazer a última homenagem a Amrohi e terminar sua obra-prima, apesar das terríveis dores físicas e emocionais. Além de estar bastante envelhecida pelos anos de alcoolismo e estado de saúde, o que ficou impossível de esconder mesmo com a maquiagem pesada e truques de filmagem, havia dias em que não podia sequer se manter em pé, tendo que permanecer sentada, praticamente deitada, ou presa a um suporte. Isso fica claramente perceptível na segunda parte do filme, em que Kumari passa grande parte do tempo coberta por um véu em ângulos convenientes, escondendo seu rosto, ou filmada de longe, ao invés de em close-ups. Na sequência musical principal, em que Pakeezah e Salim rejeitam a sociedade e estão juntos em um barco (Chalo dildar chalo), ao invés de mostar o casal feliz, foi preciso usar a paisagem, o que é atípico em filmes de Bollywood. Na sequência final, a dança foi executada por uma dublê com o rosto coberto por um véu, só mostrando Kumari em close-ups, levantando o véu. Kumari faleceu apenas dois meses após completar o filme.
Apesar de ter sido ansiosamente esperado por todos esses anos, esses "defeitos" acabaram resultando em uma recepção sem entusiasmo e um fracasso de bilheteria. Somente após a morte de Kumari, o público tomou consciência da gravidade de seu estado e motivo de uma performance tão ruim, e, levando em consideração o feito incrível realizado por uma mulher que estava literalmente morrendo, o filme se tornou um grande sucesso. "Pakeezah" perdeu vários prêmios devido à péssima atuação de Kumari e a problemas com a trilha sonora (as músicas, compostas muitos anos antes, eram consideradas fora de moda na época do lançamento, sendo que pediram a Amrohi que as substituísse por novas composições, mas em consideração ao compositor, Gulam Mohammed, que faleceu anos antes em total indigência, sem ver o filme ficar pronto, se recusou, contentando-se em eliminar várias faixas da edição final, para tornar o filme aceitável aos novos padrões de duração. As faixas eliminadas foram anos mais tarde lançadas separadamente, e foram um sucesso. O ator Pran recusou o prêmio Filmfare de melhor trilha sonora pelo filme Be-Imaan, pois considerava que quem merecia a homenagem póstuma era Ghulam Mohammed.

## Detalhes
- Roteiro e direção: Kamal Amrohi
- Direção de arte: N.B. Kulkarni
- Cenários : Kamal Amrohi
- Figurinos : Meena Kumari
- Diretor de Fotografia : Josef Wirsching
- Letras: Majrooh Sultanpuri, Kaifi Azmi, Kaif Bhopali, Kamal Amrohi
- Música: Ghulam Mohammed, Naushad Ali
- Cantores: Lata Mangeshkar; Mohammed Rafi; Mehdi Hassan

## Prêmios
1973: Filmfare - Melhor diretor de arte: N.B. Kulkarni